# Fidjelandfjellet
Das Fidjelandfjellet ist ein 1630 m hoher Berg im ostantarktischen Königin-Maud-Land. Im Gebirge Sør Rondane ragt er nordöstlich des Mehaugen an der Westflanke der Mündung des Byrdbreen an der Westflanke der Mündung des Byrdbreen auf.
Norwegische Kartografen kartierten ihn 1957 anhand von Luftaufnahmen, die bei der US-amerikanischen Operation Highjump (1946–1947) entstanden. Namensgeber ist Tormod Finn Fidjeland (1910–1999), Flugzeugmechaniker bei der Lars-Christensen-Expedition 1936/37.